# Jordi Gotzens
Jordi Gotzens es un deportista español que compitió en natación adaptada. Ganó dos medallas en los Juegos Paralímpicos de Verano en los años 1984 y 1988.

## Palmarés internacional
| Juegos Paralímpicos | Juegos Paralímpicos                                        | Juegos Paralímpicos | Juegos Paralímpicos |
| Año                 | Lugar                                                      | Medalla             | Prueba              |
| ------------------- | ---------------------------------------------------------- | ------------------- | ------------------- |
| 1984                | Nueva York (Estados Unidos) Stoke Mandeville (Reino Unido) | Medalla de bronce   | 100 m espalda L5    |
| 1988                | Seúl (Corea del Sur)                                       | Medalla de plata    | 100 m espalda 6     |